# Dolichancistrus setosus
Dolichancistrus setosus és una espècie de peix de la família dels loricàrids i de l'ordre dels siluriformes.

## Morfologia
- Els mascles poden assolir 12 cm de longitud total.[4][5]

## Hàbitat
És un peix d'aigua dolça i d'altitud alta.

## Distribució geogràfica
Es troba a Sud-amèrica: Andes de Colòmbia.